# Вальтер Густав Бекер
Вальтер Густав Бекер (нім. Walther Gustav Becker; 24 грудня 1885, Кведлінбург — 17 квітня 1918, Атлантичний океан) — німецький офіцер-підводник, капітан-лейтенант кайзерліхмаріне.

## Біографія
1 квітня 1905 року вступив на флот. Учасник Першої світової війни. З 6 квітня по 14 грудня 1915 року — командир підводного човна SM UB-13, з 17 грудня 1915 по 3 листопада 1916 року — SM UB-19, з 2 жовтня 1917 року — SM UB-82. 17 квітня 1918 року був важко пошкоджений глибинними бомбами двох траулерів між Північною Ірландією і Шотландією та сплив на поверхню, проте затонув. Всі 36 членів екіпажу загинули.
Всього за час бойових дій потопив 13 кораблів загальною водотоннажністю 8510 тонн.
| Дата           | Назва корабля       | Тип              | Тоннаж | Вантаж           | Загиблі | Країна             |
| -------------- | ------------------- | ---------------- | ------ | ---------------- | ------- | ------------------ |
| 19 червня 1915 | Dulcie              | Пароплав         | 2,033  | Вугілля          | 1       | Британська імперія |
| 27 липня 1915  | Iceni               | Рибальське судно | 57     |                  | 0       | Британська імперія |
| 27 липня 1915  | Salacia             | Рибальське судно | 61     |                  | 0       | Британська імперія |
| 28 липня 1915  | Young Percy         | Рибальське судно | 45     |                  | 0       | Британська імперія |
| 18 травня 1916 | Osprey              | Рибальське судно | 18     |                  | 0       | Британська імперія |
| 24 липня 1916  | Mars                | Вітрильник       | 106    | Кріпильні стояки | 0       | Норвегія           |
| 10 серпня 1916 | San Bernardo        | Пароплав         | 3,803  | Баласт           | 0       | Британська імперія |
| 4 жовтня 1916  | Jennie Bullas       | Рибальське судно | 26     |                  | 0       | Британська імперія |
| 4 жовтня 1916  | Jersey              | Рибальське судно | 162    |                  | 0       | Британська імперія |
| 4 жовтня 1916  | Rado                | Рибальське судно | 182    |                  | 0       | Британська імперія |
| 5 жовтня 1916  | Rover               | Рибальське судно | 42     |                  | 0       | Британська імперія |
| 25 жовтня 1916 | Comtesse De Flandre | Пароплав         | 1,810  | Баласт           |         | Бельгія            |
| 26 жовтня 1916 | Iduna               | Вітрильник       | 165    | 227 тонн вугілля | 0       | Франція            |

## Звання
- Морський кадет (1 квітня 1905)
- Фенріх-цур-зее (7 квітня 1906)
- Лейтенант-цур-зее (28 вересня 1908)
- Оберлейтенант-цур-зее (5 вересня 1911)
- Капітан-лейтенант (24 квітня 1916)

## Нагороди
- Залізний хрест 2-го і 1-го класу